# کنوانسیون تهران
کنوانسیون تهران یا کنوانسیون منطقه‌ای حفاظت از محیط زیست دریای خزر، معاهده‌ای منطقه‌ای میان کشورهای حوزه دریای خزر است که به منظور حفظ محیط زیست و اکوسیستم دریای خزر توسط نمایندگان این کشورها (ایران، جمهوری آذربایجان، ترکمنستان، قزاقستان و فدراسیون روسیه) در تاریخ 13 آبان 1382 (4 نوامبر 2003) در تهران به امضا رسیده و در مرداد ماه 1385 (آگوست 2006) لازم‌الاجرا گردیده است. جمهوری اسلامی ایران امین این کنوانسیون است و مجلس شورای اسلامی ایران در تاریخ 10 خرداد 1384 آن را به تصویب رسانده است. 
هدف از تصویب این کنوانسیون بر اساس ماده 2 آن " حفاظت از محیط زیست دریای خزر از کلیه منابع آلوده کننده از جمله حفاظت،‌ نگهداری، احیاء و استفاده منطقی و پایدار از منابع بیولوژیکی دریای خزر می باشد." و اصول مهم حقوق محیط زیست شامل "اصل احتیاطی"، "اصل پرداخت توسط آلوده‌کننده" و "اصل دسترسی به اطلاعات مربوط به آلودگی" در روابط بین طرف‌ها جاری است. با این حال این کنوانسیون فاقد سازگار حل و فصل اختلافات اجباری است.